# Гимназия № 11 (Тула)
Гимназия № 11 — муниципальное бюджетное общеобразовательное учреждение в Туле, названное в честь Александра и Олега Трояновских.

## Описание
Центр образования — гимназия № 11 находится на улице Менделеевской. Оно включает в себя два школьных подразделения.
Первое подразделение располагается по адресу: г. Тула, ул. Менделеевская, дом 5. В нем находятся 60 кабинетов. Второе подразделение располагается по адресу: г. Тула, ул. Жуковского, дом 5.
Гимназия № 11 названа в честь Александра и Олега Трояновских. Они внесли значительный вклад во внешнеполитическую деятельность России и стали примером для многих российских дипломатов.
В последние годы эта школа работает по проблеме «Повышение профессиональных компетенций педагогов в части подготовки обучающихся к государственной аттестации по английскому языку», кроме того, это учебное заведение решает проблему «Повышения профессионального мастерства начинающих педагогов».
В школе работают около 90 педагогов, которые сочетают традиционные методы обучения с новейшими технологиями.
Учебное заведение было отмечено на платформе «Учи.ру» званиями «Участник марафонов» и «Активный учитель».
На данный момент в этой школе учится свыше 1000 учеников.

## История
В рейтингах Эксперт РА на 2021 год гимназия занимала 3 место в рейтинге «Лучшие школы Тульской области» и 40 место в рейтинге «Лучшие школы России по конкурентоспособности выпускников в сфере „Социальные и гуманитарные направления“».
В 2015 году после объединения гимназии №11 и школы №6 они стали наименоваться МБОУ ЦО - гимназия № 11 имени Александра и Олега Трояновских.
На данный момент директором гимназии № 11 является Филина Олеся Николаевна.

### Первое подразделение
История первого подразделения гимназии № 11 началась в городе Тула в 1934 году, когда было построено новое здание в центре города.
С начала 1950-х годов школа начала активно расширяться. В начале 1950—1951 года количество учащихся достигло примерно 540 человек. В классах обычно обучалось около 25 человек в две смены, до тех пор, пока в 1976 году не была построена новая пристройка. Эта пристройка была возведена на месте сада. С ее появлением школа стала одной из лучших в городе. С тех пор школа постоянно оснащается новым оборудованием, а работает тут множество квалифицированных педагогов.
Директорами школы в послевоенные годы были Александра Георгиевна Кузнецова, Тамара Михайловна Холина, Нина Николаевна Степнова, Валентина Тимофеевна Петрова и Нина Тихоновна Георгиевская. Именно при них сформировались основные традиции и внеурочная деятельность школы.
С сентября 1952 года школа стала именоваться «Средняя школа № 11»
С приходом нового директора Замятина Александра Александровича в 1986 году в школе были заложены лингвистические основы, которые сегодня продолжаются и развиваются.
С августа 1992 года школа стала известна как Лингвистическая средняя школа № 11 — школа с углубленным изучением иностранных языков, ведением ряда предметов на английском языке. В школу пришло множество педагогов, и была сформирована кафедра английского языка, немецкого языка и французского языка. Учителя школы создали авторские программы по раннему обучению иностранным языкам.

### Второе подразделение
Второе подразделение раньше было школой № 6. Оно является одним из старейших учебных заведений Тулы. Здание было построено в 1913–1914 годах. Тогда там учились не только потомки дворян, но и обычные люди. В здании на улице Жуковского, д. 5, училась внучка Льва Толстого Мария Андреевна и родственница революционера Григория Каминского Лидия Шишова.
С 1920 по 1930 года она стала опытно-показательной школой-интернатом. Тогда там учились не только потомки дворян, но и обычные люди. В здании на улице Жуковского д. 5 училась внучка Льва Толстого Мария Андреевна и родственника революционера Григория Каминского Лидия Шишова.
С 1930 по 1933 год в здании расположилась школа ФЗЮ, а до 1943 года — общеобразовательная школа № 6 им. О. Ю. Шмидта. В годы Великой Отечественной войны школьников перевели в здание на углу Коммунаров и Советской.
В 1945-1954 годах это учреждение переквалифицировали в среднюю женскую школу № 6, а до 1995 года оно стало обычной средней школой № 6. С 1995 года это была средняя общеобразовательная школа № 6 имени К. Д. Ушинского.
В этой школе учились судья Европейского суда по правам человека Анатолий Ковлер, экс-глава Тулы Олег Самылин, депутат Госдумы Юрий Афонин, бывший начальник управления уголовного розыска Александр Владимирович Сенопальников и другие.

## Ремонт
В 2023 году в здании гимназии № 11 на улице Жуковского начался капитальный ремонт.
Так как второе подразделение гимназии № 11 является объектом культурного наследия, подрядная организация ООО «Преображение» не проводит обычный ремонт, а восстанавливает исторический объект.
Учебный процесс организован в других школах на время ремонта. Так, ученики гимназии № 11 временно посещают ЦО № 23 и 27.
Согласно планам, будут полностью заменены инженерные сети, оконные блоки и двери, некоторые межэтажные перекрытия, вентиляция, отремонтирован фасад и внутренние помещения.
Но ремонтировать не будут кровлю так как её ремонтировали ещё пять лет назад поэтому в ремонте она не нуждается.. Помимо этого, в учебном корпусе установят систему видеонаблюдения и тревожной сигнализации, полностью заменят мебель и закупят учебное оборудование. На работы выделено примерно 113 600 000 рублей. Подрядчик должен завершить ремонт к 31 января 2025 года.